# Balthasar Ranner
Balthasar Ranner (né le 15 mai 1852 à Aßlkofen et mort le 21 juillet 1920 à Ebersberg) est agriculteur et membre du Reichstag.

## Biographie
Ranner étudie à l'école élémentaire d'Ebersberg. Actif dans l'agriculture, après la mort de son père en 1871, il prend la direction du domaine de son père, qu'il possède jusqu'en 1886. Il est membre du conseil local et du comité du district agricole.
De 1899 à 1907, il est membre de la chambre des députés de Bavière (de) et de 1898 à 1918, il est député du Reichstag pour la 7e circonscription de Haute-Bavière (Rosenheim, Ebersberg, Miesbach, Tölz (de)) avec le Zentrum.